# 1920年学校注册法令
《1920年学校注册法令》是马来亚于英国殖民时期所颁布的一项法令。
1920年以前英政府对华侨学校采取放任政策，认为华侨学校正面临着缺乏经费和收费高的问题，会坚持不下去。但是在华侨资产家及热心人士的赞助下，华侨学校越来越多，越办越好，令英殖民当局心惊胆颤，不得不横加干涉，以避免日后华侨民族意识抬头，反抗英政府的压迫。
1920年10月，英政府颁布了《学校注册法令》，以制止华侨学校和民族主义不断增加的趋势。以下为《1920年学校注册法令》的内容:
- 学生人数10名以上的学校必须注册
- 学校的教科书必须经殖民当局审查认可才能使用
- 学校的监理员、董事和教师必须注册，须有凭照
- 殖民当局有权利吊销相关人员的执照和封闭学校